# Gerhard Eichler
Gerhard Eichler (* 3. September 1910 in Coschütz; † 13. Dezember 1976) war ein deutscher SED-Funktionär. Er war von 1953 bis 1974 Leiter des Personalbüros des Politbüros des Zentralkomitees (ZK) der SED und von 1953 bis 1967 Kommandeur der Kampfgruppeneinheit des ZK der SED.

## Leben
Eichler, Sohn eines Malers, erlernte nach der Volksschule den Beruf des Maschinenbauers, wurde 1925 Mitglied des Deutschen Metallarbeiterverbands (DMV) und 1928 der Sozialdemokratischen Partei Deutschlands (SPD) sowie des Reichsbanners Schwarz-Rot-Gold. 1943/44 kämpfte er als Soldat der Marine im Zweiten Weltkrieg.
Nach Kriegsende kehrte Eichler nach Dresden zurück und wurde Mitglied der Kommunistischen Partei Deutschlands (KPD) und 1946 der SED. 1945 arbeitete er als Personalreferent der Landespolizeiverwaltung Sachsen, 1946 wurde er Erster Sekretär der SED-Betriebsparteiorganisation der Stadtverwaltung Dresden. 1945/46 absolvierte er einen Lehrgang an der Landesparteischule der KPD/SED Sachsen. 
1951 wurde Eichler politischer Mitarbeiter des ZK der SED in Berlin und war bis 1952 Instrukteur der Kaderabteilung. Anschließend wurde er Instrukteur der Zentralen Kaderregistratur innerhalb des Personalbüros des ZK und leitete von März 1953 bis Juni 1974 im Rang eines Sektorenleiters das Personalbüro. Anschließend wurde er Sektorenleiter im Büro des Politbüros des ZK der SED. Von 1953 bis 1967 war er zusätzlich Kommandeur der Kampfgruppeneinheit des ZK der SED.

## Ehrungen
- Vaterländischer Verdienstorden in Bronze (1960) und in Silber (1970)